# Роберт Кнапп
Роберт Кнапп (нім. Robert Knapp; 1 жовтня 1885, Будвайс — 21 лютого 1954, Регенсбург) — австрійський нацист, бригадефюрер СС.

## Біографія
Учасник Першої світової війни. В жовтні 1931 року вступив в австрійські СС, в 1932 році вийшов і в жовтні 1937 року повторно вступив (посвідчення №36 550). В січні 1932 року вступив в австрійське відділення НСДАП (квиток №782 132). Після Липневого путчу заарештований і засуджений до 5 років ув'язнення. В 1936 році звільнений. В січні 1938 року відряджений в штаб оберабшніту СС «Ельба», 1 березня очолив оперативний відділ. З 16 червня 1938 року — начальник штабу 2-го абшніту СС. З 27 грудня 1939 року — керівник 37-го, з 1 серпня 1944 року — 2-го абшніту СС.

## Звання
- Кадет-заступник офіцера (18 серпня 1904)
- Лейтенант (1 листопада 1905)
- Оберлейтенант резерву (31 жовтня 1914)
- Ротмістр резерву (1 листопада 1917)
- Гауптштурмфюрер СС (9 листопада 1937)
- Штурмбаннфюрер СС (20 квітня 1938)
- Оберштурмбаннфюрер СС (20 квітня 1939)
- Штандартенфюрер СС (20 квітня 1940)
- Оберфюрер СС (9 листопада 1940)
- Бригадефюрер СС (17 листопада 1943)

## Нагороди
- Ювілейний хрест
- Бронзова і срібна медаль «За військові заслуги» (Австро-Угорщина) з мечами
- Хрест «За військові заслуги» (Австро-Угорщина) 3-го класу з військовою відзнакою і мечами
- Військовий Хрест Карла
- Залізний хрест 2-го і 1-го класу
- Нагрудний знак «За поранення» в чорному
- Пам'ятна військова медаль (Австрія) з мечами
- Йольський свічник
- Кільце «Мертва голова»
- Почесна шпага рейхсфюрера СС
- Почесний хрест ветерана війни з мечами
- Медаль «У пам'ять 13 березня 1938 року»
- Німецький кінний знак (13 серпня 1938)
- Орден крові (31 березня 1939)
- Медаль «За вислугу років у НСДАП» в бронзі (10 років; 30 січня 1941)
- Хрест Воєнних заслуг 2-го і 1-го класу з мечами
  - 1-го класу (1 вересня 1941)